# Mengstraße 6

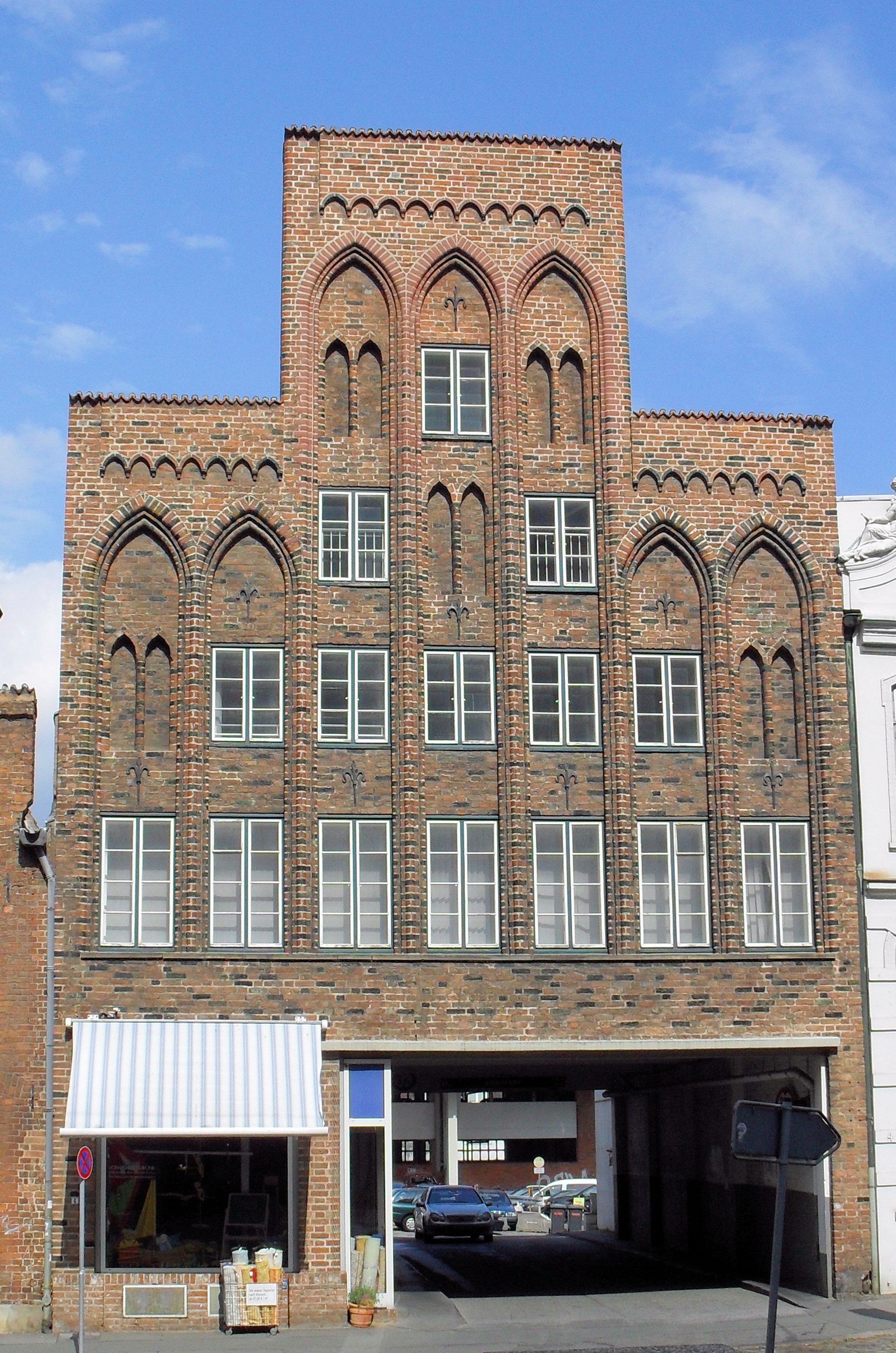
Das Haus Mengstraße 6

Das Haus Mengstraße 6 ist ein denkmalgeschütztes Gebäude in Lübeck.

## Beschreibung
Das Gebäude zwischen der Wehde und dem Buddenbrookhaus, gegenüber der Nordseite der Marienkirche, befindet sich auf einem 1290 erstmals urkundlich erwähnten und seit 1373 als bebaut nachgewiesenen Grundstück der Mengstraße. Älteste erhalten Bauteile sind zwei gotische Kellerräume, zur Straße querliegend zweischiffig und drei Joche breit, hofseits querliegend zweischiffig und vier Joche breit, beide um 1260 erbaut. Der verbindende Mittelteil mit korbbogigen Gratgewölben entstand nach 1700.
Als frühe Eigentümer werde die Ratsherren Siegfried von Bokholt und sein Sohn Gerhard von Bokholt genannt. Das ursprünglich hier befindliche Gebäude, von 1599 bis 1623 Residenz des Bürgermeisters Heinrich Brockes und im ausgehenden 18. Jahrhundert mit einer klassizistischen Fassade versehen, wurde bis auf den Keller beim britischen Luftangriff auf Lübeck im März 1942 zerstört.
Nach Beseitigung der Ruine entstand 1955 auf dem Grundstück ein neues Gebäude, das ein architektonisches Kompositum darstellt. Vor den Neubau wurde aus kulturpolitischen Gründen die gerettete backsteingotische Fassade, ein Treppengiebel aus der Zeit um 1300, des 1942 ebenfalls zerstörten Hauses Fischstraße 19 gesetzt. Dabei gab es erhebliche Abweichungen vom Original. Unter anderem wurde der ursprüngliche Wechsel zwischen glasierten und unglasierten Lagen aufgegeben. Wie auch die Ladenfläche im Erdgeschoss geht der auffallende breite Torweg nicht auf historische Vorbilder zurück; er diente ursprünglich als Zufahrt zur Markthalle und ab 1963 zu einem Parkhaus im Wehdehof, das einen Großteil der rückwärtigen Grundstücke einnimmt.
Die Mengstraßen-Fassade des Hauses wurde 1967 unter Denkmalschutz gestellt.
Das Gebäude soll ab 2020 mit dem benachbarten Buddenbrookhaus zu einem Literaturmuseum umgebaut werden. Wegen der in diesem Zusammenhang geplanten Eingriffe in den historischen Kellerbestand kam es zu Konflikten. 2024 wurde das Problem gelöst. Für eine Treppe sollten Teile der Gewölbe durchgebrochen werden. Nach einem mehrjährigen Konflikt wurde die Treppe schließlich nach draußen verlegt.

## Bilder

Das Haus an seinem ursprünglichen Standort in der Fischstraße, vor 1908
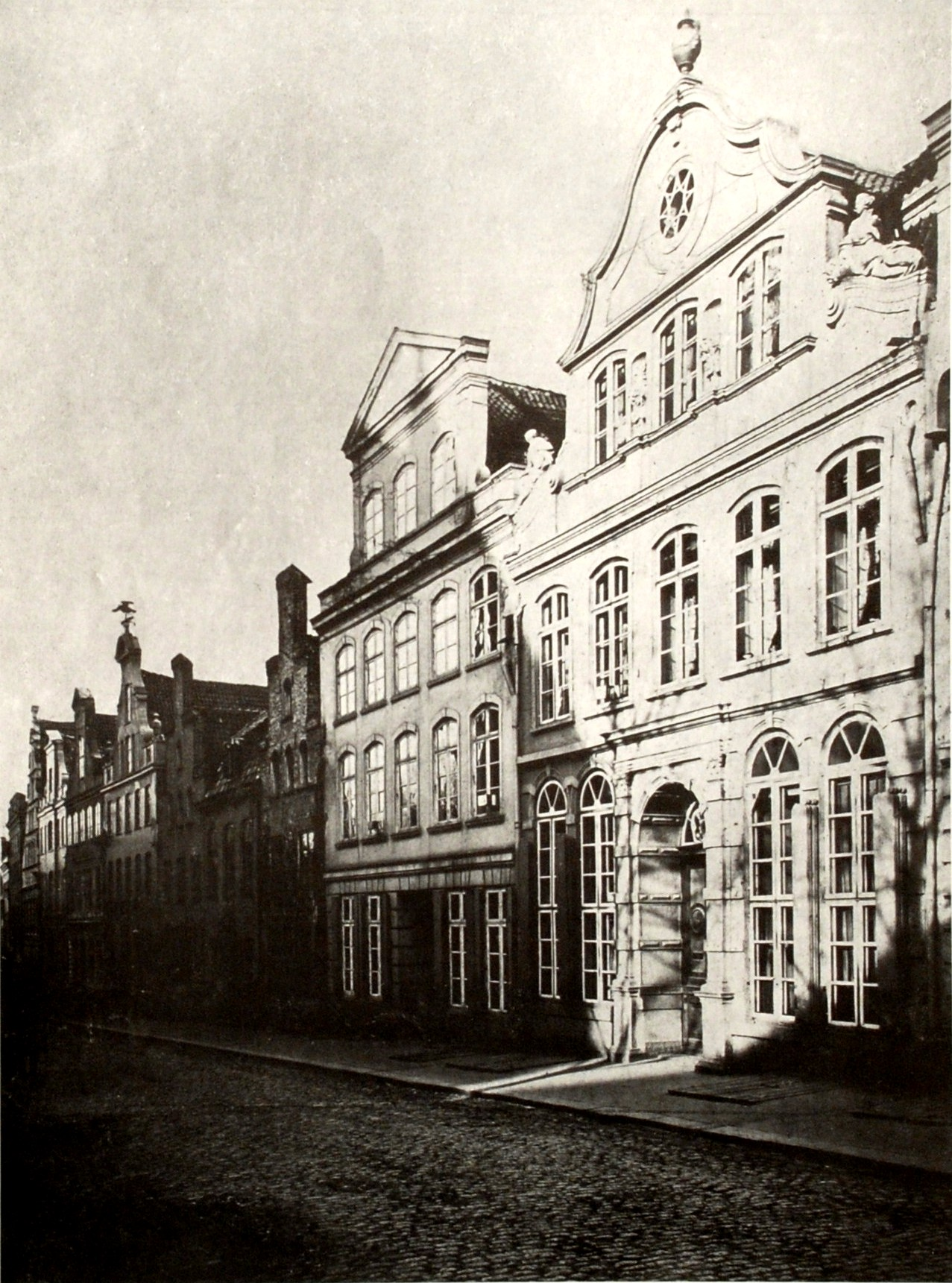
Das 1942 zerstörte alte Haus Mengstraße 06 (Bildmitte), um 1870